# Filifusus
Filifusus is een geslacht van weekdieren uit de klasse van de Gastropoda (slakken).

## Soorten
- Filifusus altimasta (Iredale, 1930)
- Filifusus filamentosus (Röding, 1798)
- Filifusus glaber (Dunker, 1882)
- Filifusus inermis (Jonas, 1846)
- Filifusus manuelae (Bozzetti, 2008)